# Montaulin
Montaulin ist eine französische Gemeinde mit 818 Einwohnern (Stand: 1. Januar 2022) im Département Aube in der Region Grand Est (vor 2016 Champagne-Ardenne); sie gehört zum Arrondissement Troyes und zum Kanton Vendeuvre-sur-Barse. Die Einwohner werden Montaulinois genannt.

## Geographie
Montaulin liegt etwa neun Kilometer südöstlich von Troyes. Umgeben wird Montaulin von den Nachbargemeinden Ruvigny im Norden, Courteranges im Nordosten, Lusigny-sur-Barse im Osten, Fresnoy-le-Château im Südosten, Clérey im Süden, Verrières im Südwesten und Westen sowie Rouilly-Saint-Loup im Westen und Nordwesten. 
Am Westrand der Gemeinde führt die Autoroute A26 entlang.

## Bevölkerungsentwicklung
| Jahr                       | 1962 | 1968 | 1975 | 1982 | 1990 | 1999 | 2006 | 2011 | 2019 |
| Einwohner                  | 353  | 374  | 388  | 538  | 573  | 627  | 701  | 777  | 809  |
| Quellen: Cassini und INSEE |      |      |      |      |      |      |      |      |      |

## Sehenswürdigkeiten
- Kirche Saint-Jean-Baptiste in Daudes, 1771 wieder errichtet
- Kirche Saint-Martin in Montaulin aus dem 15. Jahrhundert

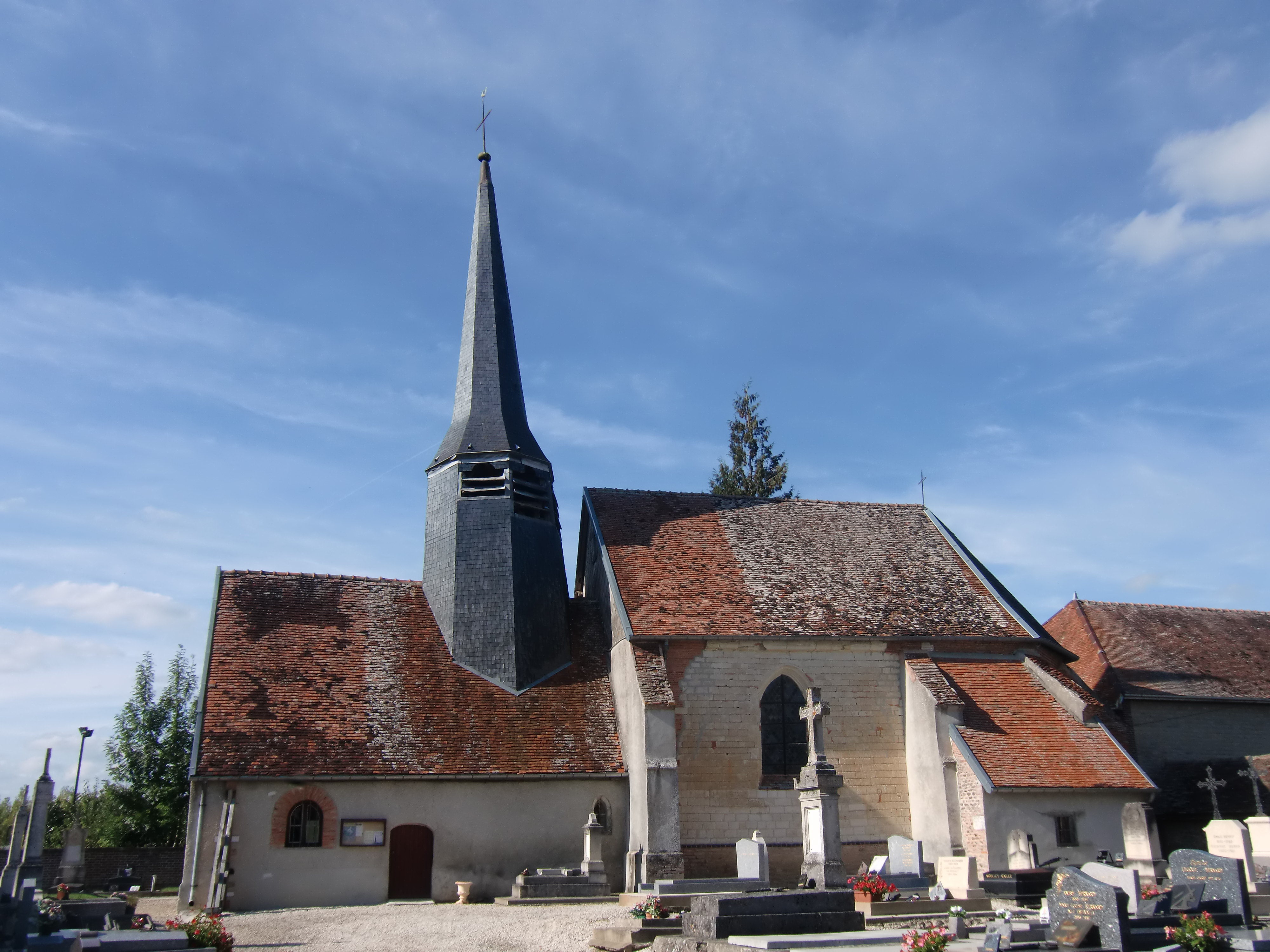
Kirche Saint-Jean-Baptiste (in Daudes)
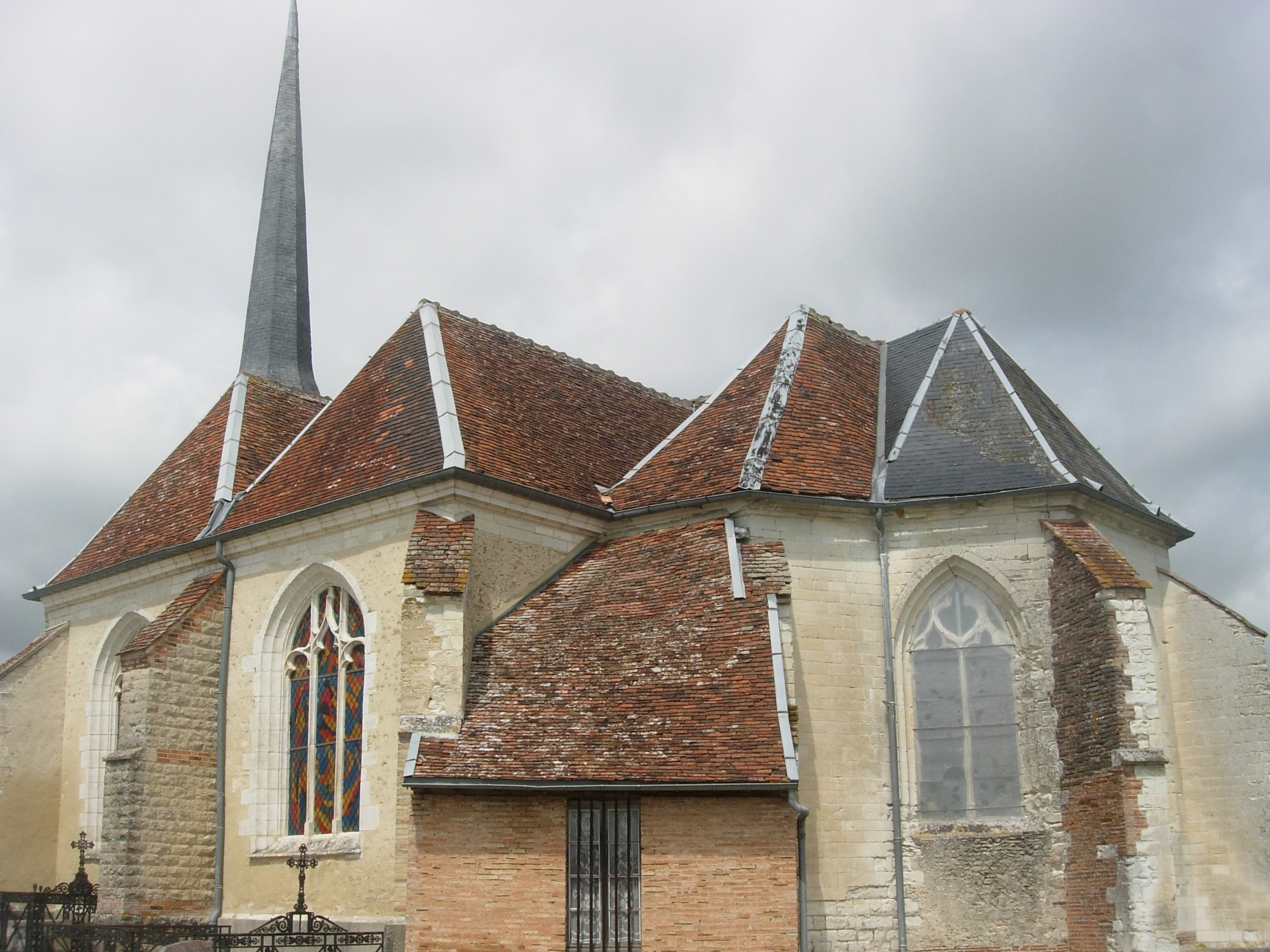
Kirche Saint-Martin (in Montaulin)